# Jeremy Grantham
Jeremy Grantham, född i Doncaster, är en brittisk investerare, medgrundare och investeringsstrateg vid Grantham Mayo Van Otterloo (GMO), ett Bostonbaserat finansiellt företag. Han är starkt kritikisk till det sätt på vilket världens regeringar hanterat finanskrisen. Han är också känd för att ha förutsett flera olika spekulationsbubblor.

## Filantropi
Tillsammans med Hannelore Grantham har han grundat Grantham Foundation, vilket är en organisation och fond som syftar till miljöskydd och motverkande av klimatförändringarna.